# Tietê (São Paulo)
Tietê es un municipio brasileño en el estado de São Paulo situado en la Región Metropolitana de Sorocaba, en la mesorregión de Piracicaba y en la microrregión de Piracicaba. Se ubica en la latitud 23°6′ S y longitud 47°42′ O, estando a una altitud de 508 metros sobre el nivel del mar.
El municipio se ubica sobre el curso del río Tieté.
Se encuentra a 145 km al noroeste de la ciudad de São Paulo, capital del estado.
En 2010 su población era de 36 827 habitantes, distribuidos en una superficie de 404 km².